# Сухецкий, Пётр Петрович
Пётр Петрович Сухецкий (укр. Петро Петрович Сухецький; 8 ноября 1937 год, село Савинцы — 11 августа 2005 год, село Савинцы, Ракитнянский район, Киевская область, Украина) — колхозник, звеньевой механизированного звена колхоза «Прогресс» Ракитнянского района Киевской области, Украинская ССР. Герой Социалистического Труда (1973). Депутат Верховного Совета УССР 9 — 10 созывов.

## Биография
Родился 8 ноября 1937 году в крестьянской семье в селе Савинцы. В 1951 году окончил семилетнюю школу в родном селе.
С 1952 года — прицепщик тракторной бригады, тракторист колхоза в селе Савинцы Рокитнянского района Киевской области. В 1953 окончил курсы трактористов-механизаторов в селе Степанцы Каневского района. С 1957 по 1960 год служил в Советской Армии.
С 1960 года — тракторист и с 1971 года — звеньевой механизированного звена кукурузоводов колхоза «Прогресс» села Савинцы Рокитнянского района Киевской области.
В 1965 году вступил в КПСС.
В 1971 году звено, руководимое Петром Сухецким, собрало в среднем по 89 центнером кукурузы с каждого гектара. В 1973 году удостоен звания Героя Социалистического Труда за выдающиеся трудовые достижения.
Избирался депутатом Верховного Совета УССР 9 — 10 созывов от Рокитнянского избирательного округа, делегатом XXV съезда КПСС и XXVI съезда КПУ.
После выхода на пенсию проживал в родном селе, где скончался 11 августа 2005 года.

## Награды
- Герой Социалистического Труда — указом Президиума Верховного Совета СССР от 11 декабря 1973 года
- Орден Ленина
- Орден Трудового Красного Знамени